# قرار کور
قرارِ کور (به انگلیسی: Blind Date) رمانی از یرژی کوشینسکی، داستان‌نویس لهستانی-آمریکاییِ یهودی‌تبار است. 

## مفاهیم
قرارِ کور، مانند چند اثرِ پیشینِ وی، بارِ روان‌شناختیِ سنگینی دارد. به مانندِ کتاب‌های دیگرِ نویسنده، از جمله کابین خلبان، درخت شیطان، گام‌ها، این کتاب نیز دربرگیرندهٔ دوگانگی میانِ تضادهای موجود در روحِ قهرمان کتاب است. کتاب در سال ۱۹۷۷ به چاپ رسید.

## طرح کلی داستان
جورج لاوانتر، یک مردِ ایده پرداز است، یک سرمایه‌گذار کوچک، یک معامله‌گر که زندگی‌اش در یک سری از برخوردهای سوزان و دراماتیک متحول می‌شود. کسب و کار، او را از روسیه به نیویورک، و از آلپ به لس آنجلس می‌بَرد. تاریخ کور یک چشم‌انداز کورکننده از زندگی در میان مردم و ماجراجویان است. قهرمان کتاب دو شخصیت سنتی و مدرن را یک‌جا با هم دارد. او سرکش است، هرچند از یک طبقهٔ اجتماعیِ پایین آمده‌است. با مردم از تمام طبقات و مکان‌های مختلف مراوده برقرار می‌کند و به‌سرعت یاد می‌گیرد و می‌آموزد که چگونه نقاط ضعف خود را از بین ببرد. او کلک زدن و حقه‌های کوچک را یاد می‌گیرد. کوشینسکی، نویسندهٔ اثر، خودبه‌خود از ظلم و ستم آغازین، مناظری خوش در پایان به وجود می‌آورَد و به قهرمان کتاب‌هایش به‌سرعت یاد می‌دهد که چگونه در جهانی عاری از عدالت و اخلاق زنده بمانند؛ شیوه‌ای که از زمان کتابِ پرندهٔ رنگین به بعد کاملاً نمایان است. این کتاب بیانگر یک موضوع کلی است و نشان می‌دهد که شانس، عدالت نیست، غالب است.